# Mężczyźni (film)
Mężczyźni (ang. Men) – amerykański film niemy z 1924. Nie zachował się do dziś.

## Obsada
- Pola Negri – Cleo
- Robert Frazer – Georges Kleber
- Robert Edeson – Henri Duval
- Josef Swickard – Cleo’s Father
- Monte Collins – Francois
- Gino Corrado – The Stranger
- Edgar Norton – The Baron
- Carlton Griffin – ?
- Billy Seay – Little Boy
- Dick Sutherland –
- Hal Thompson –